# OST – Ostschweizer Fachhochschule
Die OST – Ostschweizer Fachhochschule vereint seit dem 1. September 2020 die ehemalige Fachhochschule Ostschweiz mit der FHS St. Gallen Hochschule für Angewandte Wissenschaften, HSR Hochschule für Technik Rapperswil und NTB Interstaatliche Hochschule für Technik Buchs zu einer Fachhochschule in der Ostschweiz. Mit rund 3800 Studierenden und 1500 Dozierenden und Mitarbeitenden in Lehre, Forschung und Administration sowie über 1000 aktuellen Forschungsprojekten bündelt die OST Bildung und Forschung.
Die Hochschule führt Bachelor- und Masterstudiengänge sowie ein Weiterbildungsprogramm in sechs Departementen. Ihre Forschungsinstitute, Kompetenzzentren und Fachstellen realisieren anwendungsorientierte Forschungsprojekte und unterstützen Unternehmen und Organisationen mit Dienstleistungen.

## Organisation
Die OST – Ostschweizer Fachhochschule ist eine interstaatliche, selbständige öffentlich-rechtliche Anstalt mit eigener Rechtspersönlichkeit. Rechtliche Grundlage bildet die Vereinbarung über die OST – Ostschweizer Fachhochschule vom 15. Februar 2019. Träger der Hochschule sind die Kantone St. Gallen, Schwyz, Glarus, Appenzell Ausserrhoden, Appenzell Innerrhoden und Thurgau  sowie das Fürstentum Liechtenstein. Gremium der politischen Zusammenarbeit ist die Trägerkonferenz, in der das jeweils zuständige Regierungsmitglied des Trägerkantons bzw. des Fürstentums Liechtenstein Einsitz nimmt.
Strategisches Führungsorgan ist der Hochschulrat, dessen Mitglieder von den Regierungen der Träger gewählt werden. Operativ wird die OST von der Hochschulleitung geführt. Sie besteht aus dem Rektor, den Leitern der sechs Departemente, dem Verwaltungsdirektor und dem Stabschef. Der Rektor leitet die Hochschule, führt den Vorsitz in der Hochschulleitung und vertritt die OST nach aussen. Der Gründungsrektor der OST ist Daniel Seelhofer.

## Geschichte
Bis zu ihrem Zusammenschluss am 1. September 2020 zur OST – Ostschweizer Fachhochschule bzw. zur Eigenständigkeit der Fachhochschule Graubünden traten die vier rechtlich selbständigen Hochschulen FHS St. Gallen, HSR Rapperswil, NTB Buchs und HTW Chur gemeinsam unter der Dachmarke FHO Fachhochschule Ostschweiz auf. Das neue Hochschulförderungs- und Koordinationsgesetz des Bundes (HFKG) machte schliesslich eine Strukturreform der FHO Fachhochschule Ostschweiz notwendig.
Die OST führt alle Hochschulstandorte in St. Gallen, Rapperswil und Buchs mit dem gesamten Leistungsspektrum in Lehre, Forschung und Dienstleistung weiter. Die HTW Chur wird als eigenständige Fachhochschule Graubünden geführt.

## Akkreditierungen
Per 16. Dezember 2022 wurde die OST vom Schweizerischen Akkreditierungsrat gemäss dem Bundesgesetz über die Förderung der Hochschulen und die Koordination im schweizerischen Hochschulbereich (HFKG) als Fachhochschule bis 2029 institutionell akkreditiert und ist damit auch künftig beitragsberechtigt.
Im August 2024 hat das Departement Wirtschaft der OST die Akkreditierung der Association to Advance Collegiate Schools of Business erlangt.
Ebenfalls im August 2024 hat der Schweizerische Akkreditierungsrat die Studiengänge BSc Pflege, MSc Pflegewissenschaft und BSc Physiotherapie der OST bis 2031 akkreditiert.

## Departemente
Die OST führt sechs Departemente:
- Departement Architektur, Bau, Landschaft, Raum[3]
- Departement Technik[4]
- Departement Informatik[5]
- School of Management[6]
- Departement Soziale Arbeit[7]
- Departement Gesundheit[8]

## Studiengänge
(Quelle: )

### Studiengänge im Departement Architektur, Bau, Landschaft, Raum
- Bachelor of Arts in Architektur
- Bachelor of Science in Bauingenieurwesen
- Bachelor of Science in Landschaftsarchitektur
- Bachelor of Science in Stadt-, Verkehrs- und Raumplanung
- Master of Arts in Architektur
- Master of Science in Engineering (MSE) Civil Engineering
- Master of Science in Engineering (MSE) Raumentwicklung und Landschaftsarchitektur

### Studiengänge im Departement Technik
- Bachelor of Science in Elektrotechnik
- Bachelor of Science in Erneuerbare Energien und Umwelttechnik
- Bachelor of Science in Maschinentechnik
- Bachelor of Science in Mechatronik
- Bachelor of Science in Wirtschaftsingenieurwesen
- Master of Science in Engineering (MSE) mit 8 Vertiefungsrichtungen[10]

### Studiengänge im Departement Informatik
- Bachelor of Science in Informatik
- Bachelor of Science in Digital Design[11]
- Master of Science in Engineering (MSE) Data Science
- Master of Science in Engineering (MSE) Computer Science

### Studiengänge im Departement Wirtschaft
- Bachelor of Science in Betriebsökonomie
- Bachelor of Science in Wirtschaftsinformatik
- Bachelor of Science in Management und Recht
- Master of Science in Business Administration, Corporate/Business Development
- Master of Science in Wirtschaftsinformatik

### Studiengänge im Departement Soziale Arbeit
- Bachelor of Science in Soziale Arbeit
- Master of Science in Soziale Arbeit

### Studiengänge im Departement Gesundheit
- Bachelor of Science in Ergotherapie
- Bachelor of Science in Pflege
- Bachelor of Science in Physiotherapie
- Master of Science in Pflegewissenschaft

Zusätzlich werden Weiterbildungen (Zertifikatslehrgänge, Masterstudiengänge und Seminare) in allen Departementen angeboten.

## Institute

### Departement Architektur, Bau, Landschaft, Raum
- IFA Institut für Architektur
- IBU Institut für Bau und Umwelt
- ILF Institut für Landschaft und Freiraum
- IRAP Institut für Raumentwicklung

### Departement Technik

#### Elektrotechnik
- ICOM Institut für Kommunikationssysteme
- IMES Institut für Mikroelektronik, Embedded Systems und Sensorik

#### Erneuerbare Energien und Umwelttechnik
- IET Institut für Energietechnik
- SPF Institut für Solartechnik
- UMTEC Institut für Umwelt- und Verfahrenstechnik
- WERZ Institut für Wissen, Energie und Rohstoffe Zug

#### Maschinentechnik
- ILT Institut für Laborautomation und Mechatronik
- IPEK Institut für Produktdesign, Entwicklung und Konstruktion
- IWK Institut für Werkstofftechnik und Kunststoffverarbeitung

#### Systemtechnik
- EMS Institut für die Entwicklung Mechatronischer Systeme

- ESA Institut für Elektronik, Sensorik und Aktorik

- ICE Institut für Computational Engineering

- IES Institut für Energiesysteme

- IMP Institut für Mikrotechnik und Photonik

#### Wirtschaftsingenieurwesen
- IDEE Institut für Innovation, Design und Engineering

- IMS Institut für Modellbildung und Simulation

### Departement Informatik
- IFS Institut für Software

- I3 Institut für Interaktive Informatik
- INS Institut für Netzwerke und Sicherheit

### Departement Wirtschaft
- IFL Institut für Finace und Law
- IOL Institut für Organisation und Leadership
- IPM Institut für Informations- und Prozessmanagement

- ISM Institut für Strategie und Marketing

### Departement Soziale Arbeit
- IFSAR Institut für Soziale Arbeit und Räume
- ISAL Institut für Soziale Arbeit im Lebensverlauf

### Department Gesundheit
- IPW Institut für Angewandte Pflegewissenschaft

### Interdisziplinär
- IAF Institut für Altersforschung
- IGD Institut für Gender und Diversity

- IKIK Institut für Kommunikation und interkulturelle Kompetenz

- ICAI Interdisciplinary Center for Artificial Intelligence
- ZHB Zentrum für Hochschulbildung
- HR-Panel New Work

## Standorte
Die OST bietet das gesamte Leistungsspektrum in Lehre, Forschung und Dienstleistungen an ihren drei Hochschulstandorten in St. Gallen, Rapperswil-Jona und Buchs an.

### Campus St. Gallen
An drei Standorten in der Stadt St. Gallen führt die OST Bachelor- und Master-Studiengänge sowie ein umfangreiches Weiterbildungsprogramm in den fünf Departementen Gesundheit, Soziale Arbeit, Wirtschaft, Informatik sowie Architektur, Bau, Landschaft, Raum. Jährlich absolvieren rund 1'700 Bachelor- und Masterstudierende ein Studium in St. Gallen. Im Weiterbildungszentrum schliessen jährlich über 1'800 Personen ein Weiterbildungsstudium, einen Lehrgang oder ein Seminar ab. 15 Institute realisieren Forschungsprojekte und bieten Dienstleistungen an.

#### Geschichte
Die ehemalige FHS St. Gallen Hochschule für Angewandte Wissenschaften entstand 2001 aus dem Zusammenschluss dreier ehemals unabhängiger Schulen: der Höheren Wirtschafts- und Verwaltungsschule (HWV), der Interkantonalen Ingenieurschule (ISG) und der Höheren Fachschule für Sozialarbeit und Sozialpädagogik (HFS). 2006 kam der Fachbereich Gesundheit dazu. Träger waren die Kantone St. Gallen, Thurgau, Appenzell Ausserrhoden und Appenzell Innerrhoden. Die Geschichte der Bildungsinstitution im Überblick:
1955 Gründung des Abendtechnikums St. Gallen, der späteren Ingenieurschule St. Gallen (ISG)
1964 Gründung der Ostschweizer Schule für Sozialarbeit (OSSA)
1969 Gründung der Ostschweizer Schule für Sozialpädagogik (OSSP)
1970 Gründung der Höheren Wirtschafts- und Verwaltungsschule (HWV)
1996 Fusion von OSSA und OSSP zur Höheren Fachschule für Sozialarbeit und Sozialpädagogik (HFS)
2001 Fusion von HFS, ISG und HWV zur FHS St. Gallen Hochschule für Angewandte Wissenschaften (FHS)
2020 Auflösung der FHS St. Gallen und Eingliederung in die Ostschweizer Fachhochschule (OST)

### Campus Rapperswil-Jona
An zwei Standorten in Rapperswil-Jona führt die OST Bachelor- und Master-Studiengänge sowie Weiterbildungsangebote in den vier Departementen Architektur, Bau, Landschaft, Raum, Informatik, Technik sowie Wirtschaft. Der Campus Rapperswil-Jona umfasst rund 1'600 Studierende. 16 Institute realisieren Forschungsprojekte und bieten Dienstleistungen an.

#### Geschichte
Die Hochschule für Technik in Rapperswil wurde 1972 als Interkantonales Technikum Rapperswil (ITR) von den Kantonen Zürich, St. Gallen, Schwyz und Glarus gegründet. 1998 erhielt das ITR rückwirkend auf 1997 den Status einer Fachhochschule. Danach wurde sie in HSR Hochschule für Technik Rapperswil umbenannt. Aufgrund einer Neustrukturierung der kantonalen Hochschullandschaft trat 2008 der Kanton Zürich aus dem Träger-Konkordat aus. Per 1. September 2020 wurde die HSR Rapperswil aufgelöst und in die OST – Ostschweizer Fachhochschule eingegliedert.
1972 HSR startet als ITR Interkantonales Technikum Rapperswil mit fünf Studiengängen, getragen von den vier Kantonen Zürich, St. Gallen, Glarus und Schwyz.
1973 Bezug der Gebäude 1, 2, 3 und 4. Die Bauten werden später als schützenswerte Objekte inventarisiert.
1981 Gründung der Solarenergie Forschungs- und Prüfstelle im Auftrag des Bundesamts für Energiewirtschaft.
1984 An der HSR studieren über 500 Personen.
1990 Rahmenregelung Technologietransfer legt den Grundstein für anwendungsorientierte Forschung und Entwicklung.
1994 Berufliche Weiterbildung wird durch den Bund gefördert: HSR startet mit 10 Programmen.
1997 Aus dem ITR, Interkantonales Technikum Rapperswil, entsteht die HSR Hochschule für Technik Rapperswil, die Teil der FHO Fachhochschule Ostschweiz wird.
2002 Dies ersten Studierenden beginnen ihr Studium im harmonisierten Bologna-System.
2008 Zürich scheidet aus der Trägerschaft aus und konzentriert sich auf die Hochschulen im Kanton. Die HSR Träger sind nun die drei Kantone St. Gallen, Glarus und Schwyz.
2009 An der HSR studieren über 1000 Studierende in Bachelor- und Masterprogrammen.
2014, 2018 Eröffnung des ersten und zweiten Studentenwohnheims mit rund 200 Zimmern.
2016 Eröffnung des Forschungszentrums.
2018 An der HSR studieren 1‘500 Bachelor- und Masterstudierende.
2020 Fusion mit der FHS und NTB zur OST – Ostschweizer Fachhochschule.

### Campus Buchs
In Buchs führt die OST ein Bachelor- und ein Master-Studium mit verschiedenen Studienrichtungen sowie Weiterbildungsangebote im Departement Technik. Sechs Institute realisieren Forschungsprojekte und bieten Dienstleistungen an.

#### Geschichte
Die ehemalige Interstaatliche Hochschule für Technik Buchs NTB wurde 1968 als Gemeinschaftswerk der Kantone St. Gallen, Graubünden und des Landes Liechtenstein gegründet und 1970 unter dem Namen Neu-Technikum Buchs NTB eröffnet. Die Trägerschaft der NTB lag von 1968 bis 1998 bei den Kantonen St. Gallen, Graubünden und dem Fürstentum Liechtenstein. In Folge der Gründung der FHO Fachhochschule Ostschweiz am 20. September 1999 änderte sie ihren Namen in Interstaatliche Hochschule für Technik Buchs (NTB). Per 1. September 2020 wurde die NTB Buchs aufgelöst und in die OST – Ostschweizer Fachhochschule integriert.